# Campeonato Sul-Americano de Atletismo de 1967
O Campeonato Sul-Americano de Atletismo de 1967 foi a 24ª edição do evento, organizado pela CONSUDATLE entre os dias 7 a 15 de outubro na cidade de Buenos Aires, na Argentina. 

## Medalhistas

### Masculino
| Evento                      | Ouro                            | Ouro    | Prata                          | Prata   | Bronze                         | Bronze  |
| --------------------------- | ------------------------------- | ------- | ------------------------------ | ------- | ------------------------------ | ------- |
| 100 metros                  | Iván Moreno · Chile             | 10.4    | Jaime Uribe · Colômbia         | 10.5    | Fernando Acevedo · Peru        | 10.5    |
| 200 metros                  | Pedro Grajales · Colômbia       | 20.9 =  | Jaime Uribe · Colômbia         | 21.2    | Iván Moreno · Chile            | 21.3    |
| 400 metros                  | Pedro Grajales · Colômbia       | 46.4    | Carlos Álvarez · Colômbia      | 47.0    | Andrés Calonge · Argentina     | 47.5    |
| 800 metros                  | Jorge Grosser · Chile           | 1:51.6  | Guillermo Cuello · Argentina   | 1:52.0  | Alejandro Arroyo · Equador     | 1:54.3  |
| 1 500 metros                | Jorge Grosser · Chile           | 3:52.2  | Orlando Gutiérrez · Colômbia   | 3:55.7  | Albertino Etchechury · Uruguai | 3:56.8  |
| 5 000 metros                | Víctor Mora · Colômbia          | 14:32.2 | Osvaldo Suárez · Argentina     | 14:48.0 | Orides Alves · Brasil          | 14:50.0 |
| 10 000 metros               | Osvaldo Suárez · Argentina      | 30:50.8 | Víctor Mora · Colômbia         | 30:57.4 | Orides Alves · Brasil          | 31:17.5 |
| Maratona                    | Armando González · Uruguai      | 2:35:43 | Luis Altamirano · Argentina    | 2:36:12 | Agustín Calle · Colômbia       | 2:39:27 |
| 110 metros barreiras        | Alfredo Deza · Peru             | 14.5 =  | Carlos Mossa · Brasil          | 14.7    | Juan Carlos Dyrzka · Argentina | 14.8    |
| 400 metros barreiras        | Santiago Gordon · Chile         | 52.1    | Juan Carlos Dyrzka · Argentina | 52.3    | Guillermo Cuello · Argentina   | 53.3    |
| 3.000 metros com obstáculos | Domingo Amaisón · Argentina     | 9:04.8  | Albertino Etchechury · Uruguai | 9:16.0  | Benedito do Amaral · Brasil    | 9:24.6  |
| 4×100 metros estafetas      | Colômbia                        | 41.1    | Chile                          | 41.8    | Brasil                         | 41.8    |
| 4×400 metros estafetas      | Colômbia                        | 3:14.7  | Peru                           | 3:15.4  | Brasil                         | 3:15.7  |
| Salto em altura             | Oscar Canqui · Peru             | 1.95    | Roberto Abugattás · Peru       | 1.95    | Roberto Pozzi · Argentina      | 1.95    |
| Salto à vara                | Erico Barney · Argentina        | 4.30    | César Quintero · Colômbia      | 4.30    | Ricardo Martens · Argentina    | 3.80    |
| Salto em comprimento        | Iván Moreno · Chile             | 7.35    | Alfredo Boncagni · Argentina   | 7.28    | Héctor Rivas · Argentina       | 6.94    |
| Salto triplo                | Nelson Prudêncio · Brasil       | 16.30   | Wilson Beneman · Brasil        | 14.82   | Joel Dias · Brasil             | 14.62   |
| Arremesso de peso           | José Jacques · Brasil           | 16.59   | Mario Peretti · Argentina      | 15.52   | Manuel Lechuga · Chile         | 14.73   |
| Lançamento de disco         | Dagoberto González · Colômbia   | 54.00   | José Jacques · Brasil          | 49.10   | Juan Báez · Argentina          | 46.84   |
| Lançamento do martelo       | José Vallejo · Argentina        | 58.84   | Roberto Chapchap · Brasil      | 55.08   | Lido Crispieri · Chile         | 52.76   |
| Lançamento do dardo         | Álvaro Zucchi · Brasil          | 66.54   | Ian Barney · Argentina         | 63.20   | Rafael Di Fonzo · Argentina    | 61.92   |
| Decatlo                     | Juan Carlos Kerwitz · Argentina | 6093    | Arthur Palma · Brasil          | 6051    | José Jacques · Brasil          | 6042    |

### Feminino
| Evento                  | Ouro                        | Ouro   | Prata                        | Prata  | Bronze                     | Bronze |
| ----------------------- | --------------------------- | ------ | ---------------------------- | ------ | -------------------------- | ------ |
| 100 metros              | Silvina Pereira · Brasil    | 11.8   | Irenice Rodrigues · Brasil   | 12.0   | María Ducci · Chile        | 12.1   |
| 200 metros              | Silvina Pereira · Brasil    | 24.5   | Irenice Rodrigues · Brasil   | 24.8   | María Ducci · Chile        | 25.0   |
| 800 metros              | Carmen Oyé · Chile          | 2:16.9 | Alicia Enríquez · Argentina  | 2:19.7 | Dora González · Chile      | 2:26.1 |
| 80 metros com barreiras | Carlota Ulloa · Chile       | 12.0   | Adilia do Rosário · Brasil   | 12.1   | Leda dos Santos · Brasil   | 12.3   |
| 4×100 metros estafetas  | Brasil                      | 48.2   | Uruguai                      | 48.5   | Argentina                  | 48.5   |
| Salto em altura         | Maria da Conceição · Brasil | 1.66   | Aída dos Santos · Brasil     | 1.60   | Patricia Miranda · Chile   | 1.55   |
| Salto em comprimento    | Irenice Rodrigues · Brasil  | 5.97   | Alicia Kaufmanas · Argentina | 5.90   | Dinorah González · Uruguai | 5.73   |
| Arremesso de peso       | Rosa Molina · Chile         | 14.26  | Norma Suárez · Argentina     | 14.14  | Neide Gomes · Brasil       | 11.97  |
| Lançamento de disco     | Odete Domingos · Brasil     | 40.48  | Pradelia Delgado · Chile     | 38.80  | María Amaisón · Argentina  | 36.24  |
| Lançamento do dardo     | Kiyomi Nakagawa · Brasil    | 40.30  | Rosa Molina · Chile          | 39.16  | Smiljana Dezulovic · Chile | 37.90  |

## Quadro de medalhas
| Ordem | País      | Medalha de ouro | Medalha de prata | Medalha de bronze | Total |
| ----- | --------- | --------------- | ---------------- | ----------------- | ----- |
| 1     | Brasil    | 10              | 9                | 9                 | 28    |
| 2     | Chile     | 8               | 3                | 8                 | 19    |
| 3     | Colômbia  | 6               | 6                | 1                 | 13    |
| 4     | Argentina | 5               | 10               | 10                | 25    |
| 5     | Peru      | 2               | 2                | 1                 | 5     |
| 6     | Uruguai   | 1               | 2                | 2                 | 5     |
| 7     | Equador   | 0               | 0                | 1                 | 1     |

Legenda
| Recorde mundial       | Recorde mundial (World record)               |                       | Recorde africano                      | Recorde africano (African) |                                           | Q | Classificado por posição (Qualified) |
| Recorde do campeonato | Recorde do campeonato (Championship record)  | Recorde da América    | Recorde da América (Americas)         | q                          | Classificado por melhor tempo (Qualified) |   |                                      |
| Melhor marca do ano   | Melhor marca do ano (World leading)          | Recorde asiático      | Recorde asiático (Asian)              | DNS                        | Não largou (Did not start)                |   |                                      |
| Recorde nacional      | Recorde nacional (National record)           | Recorde europeu       | Recorde europeu (European)            | DNF                        | Não terminou (Did not finish)             |   |                                      |
| Recorde pessoal       | Recorde pessoal do atleta (Personal best)    | Recorde da Oceania    | Recorde da Oceania (Oceania)          | DSQ / DQ                   | Desclassificado (Disqualified)            |   |                                      |
| Recorde da temporada  | Recorde da temporada do atleta (Season best) | Recorde sul-americano | Recorde sul-americano (South America) | NM                         | Sem marca (No mark)                       |   |                                      |